# Max Peter Ammann
Max Peter Ammann (* 22. Januar 1929 in Wil SG; † 19. Juli 2022) war ein Schweizer Filmregisseur, Theaterregisseur und Schriftsteller.

## Leben
Von 1960 bis 1975 inszenierte Max Peter Ammann Theaterproduktionen u. a. in Basel, Zürich, Berlin und München. Von 1976 bis 1991 war er Leiter der Abteilung Dramatik beim Schweizer Fernsehen. Er gründete das Theater im Tramdepot für Coproduktionen mit dem Schauspielhaus Zürich, sowie die Telearena, die sich später zur Telebühne weiterentwickelte. Hier inszenierte Ammann TV/Theater Coproduktionen wie Andorra von Max Frisch und Der Besuch der alten Dame von Friedrich Dürrenmatt. 1976 und 1987 wurde Ammann mit dem Zürcher Fernsehpreis ausgezeichnet, 1985 wurde ihm der Ostschweizer Radio- und Fernsehpreis verliehen. 2014 verlieh ihm die Stadt Wil eine Auszeichnung für seine Beträge zum kulturellen Leben.
Im Januar 2011 erschien Ammanns Debütroman Die Gottfriedkinder im Rotpunktverlag.

## Filmografie
- 1963: Geliebter Lügner (Regie; TV)
- 1972: Le train rouge (Regie)
- 1977: Em Lehme si Letscht (Produktion; TV)
- 1978: L’affaire Suisse (Regie)
- 1982: Der Besuch der alten Dame (Regie; TV)

## Theater
- 1963: Aktion T4 von Paul Mommertz (Münchner Kammerspiele)
- 1963–1967: Ein Duft von Blumen von James Saunders, Der kaukasische Kreidekreis von Bertolt Brecht, Die heilige Johanna von George Bernard Shaw, Volpone von Ben Jonson, Clavigo von Johann Wolfgang von Goethe, Richard II. von William Shakespeare (Bühnen der Stadt Köln)
- 1967–1969: Doppelkopf von Gerlind Reinshagen, Geschichten aus dem Wiener Wald von Ödön von Horváth, Pygmalion von George Bernard Shaw, Der Revisor von Nikolai Gogol, Nächtliche Huldigung von Lars Gustafsson, Der Bürger als Edelmann von Molière (Schiller- und Schlossparktheater Berlin)
- 1969/70: Hochzeit von Elias Canetti (Schauspielhaus Zürich)
- 1969/70: Der Selbstmörder von Nikolai Robertowitsch Erdman (Schauspielhaus Zürich)
- 1971: Der Hund des Gärtners von Lope de Vega (Volkstheater Wien)
- 1972: Heinrich IV., Teil 1 und 2, von William Shakespeare (Städtische Bühnen Frankfurt)
- 1973: Fräulein Julie von August Strindberg (Stadttheater Basel)
- 1973: Clavigo von Johann Wolfgang von Goethe (Stadttheater Basel)
- 1974: Der eingebildete Kranke von Molière (Stadttheater Basel)
- 1975: Kennedy’s Kinder von Robert Patrick (Depot Tiefenbrunnen/Schauspielhaus Zürich)
- 1975: Stauffer-Bern von Herbert Meier (Depot Tiefenbrunnen/Schauspielhaus Zürich)